# Риццато, Гала

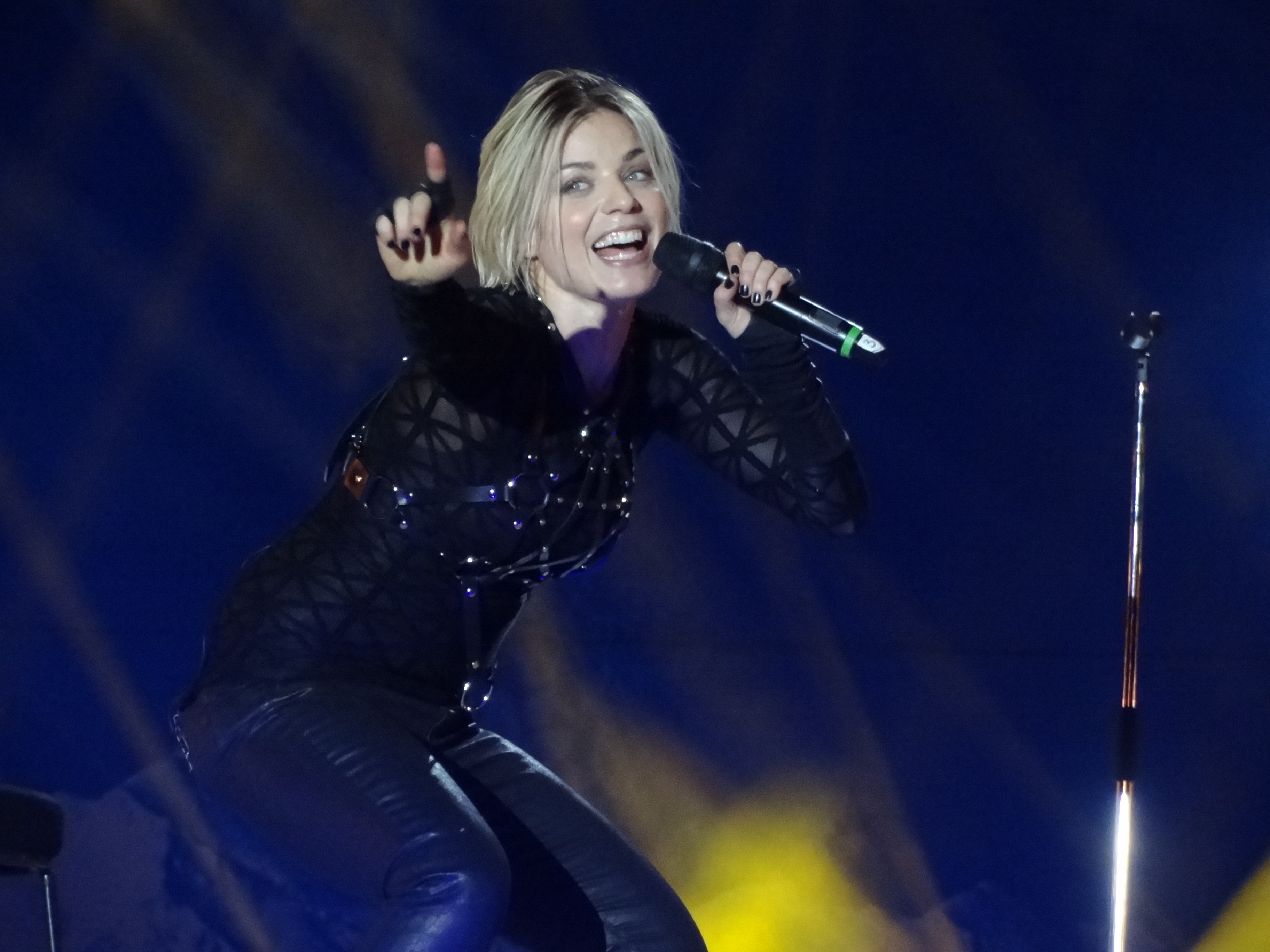
Gala в Сочи (2014)

Га́ла Рицца́то (итал. Gala Rizzatto; 6 сентября 1975, Милан), известна также мононимно как Gala — итальянская певица. Поёт на английском, владеет также итальянским, французским и испанским языками. Наиболее известны её хиты «Freed From Desire», «Let a boy Cry» и «Come into my Life». Её песня «Freed From Desire» стала платиновой и бриллиантовой.

## Биография
Гала Риццато родилась 6 сентября 1975 года в Милане. Её назвали одновременно в честь двух женщин: русской балерины Галины Улановой и жены и музы Сальвадора Дали — Елены Дьяконовой, которую он звал Галой.
Училась в лучшей школе города. С трудом ей давались греческий и латинский языки. Затем училась в Мадриде в знаменитой танцевальной школе «Amor de Dios». В Лондоне и Нью-Йорке приобрела профессии режиссёра и фотографа.

### 1996—2001: Начало музыкальной карьеры
В 1996 году журнал Musica e Dischi признал Галу Риццато лучшей певицей года в Италии. В июле 1997 года она была удостоена премии Italian Dance Award как лучшая исполнительница эстрадного танца года.
Ее альбом Come into My Life был выпущен 17 ноября 1997 года, и 4 сингла вошли в топ-20 европейских чартов, а к 1998 году было продано более 6 миллионов пластинок по всему миру.
В 1998 году, исполняя «Let a Boy Cry» на Taratata, она познакомилась с менеджером Принса Стивом Фарньоли, который начал представлять ее интересы. В том же году она подписала контракт с Universal Records в Италии. После неожиданной смерти Стива Фарньоли в 2001 году Риццато разорвала контракт с Universal Records и вернулась в Нью-Йорк.

### 2005—2010
Поселившись в Бруклине, Риццато решила переосмыслить свою жизнь и свою карьеру, чтобы вновь став независимым артистом. В 2005 году сингл «Faraway» был выпущен во Франции и Греции компанией EMI.
Он занял первое место в чарте iTunes и шестое место в национальных чартах.
В 2006 году Гала Риццато выступила на вечеринке Mega PANN в Central Studios в Утрехте.
В 2008 году Риццато основала студию звукозаписи Matriarchy Records в Бруклине, Нью-Йорк. Tough Love стал дебютным альбомом Matriarchy Records, выпущенным в цифровом виде во всем мире 6 сентября 2009 года.
Альбом включал совместные проекты с известными продюсерами, в том числе с барабанщиком Деантони Парксом, Маркусом Беллом и Кевином Рудольфом, который в 2008 году занял 5-е место в рейтинге Billboard (США) со своей песней с участием Лил Уэйн «Let It Rock». Риццато также сотрудничала с Тамиром Мускатом, основателем Balkan Beat Box, при работе над песней «I Am The World, The World Is Me».
Риццато самостоятельно спродюсировала четыре видеоклипа для альбома Tough Love. Видеоклип на песню «I Am The World, The World Is Me» был снят в сотрудничестве с итальянско-аргентинским художником и писателем Себастьяно Маури с использованием его видеоинсталляции The Songs I Love To.
В 2009 году она выступила два раза на Ethias Arena. В 2010 году Гала Риццато выступала в Highline Ballroom в Нью-Йорке, во Дворце спорта и в Античном театре в Арле. В том же году её пригласили выступить в качестве хедлайнера фестиваля Les 24 heures vélo de Louvain-la-Neuve, втором по величине пивном мероприятии в Европе, организованном студентами бельгийского университета Louvain-la-Neuve.
В 2010 году песня «Tough Love» была представлена в популярном американском телесериале «The Millionaire Matchmaker» (США). В том же году трек «Freed From Desire» был использован в телевизионной рекламе Nissan во Франции и Испании.

### 2011—2012
В 2011 году Гала исполнила новый сингл «Lose Yourself in Me» на шоу «Dance in the Summer» в Бейруте, вместе с другими исполнителями, включая Тайо Круз, Дев, T-Pain и Dash Berlin. Мероприятие было организовано MixFM Radio, а трек «Lose Yourself in Me» перед выпуском занял 2-е место в десятке лучших трансляций, а затем 3 недели подряд занимал 1-е место на Ливанском радио RFX.
Всемирный релиз сингла «Lose Yourself in Me» произошел в мае 2012 года на независимой студии Галы Риццато Matriarchy Records. Песня звучала, среди прочего, на Fun Radio и Radio FG во Франции. Она была в высокой ротации на Impact FM и Radio Antipode и вошла в новые выпуски бельгийского Fun Radio.
Музыкальный клип «Lose Yourself in Me» был создан на студии Matriarchy Records в сотрудничестве с The Masses. Его поставил Алистер Легран, брат Виктории Легран из группы Beach House. В видео были представлены светодиодные костюмы и танцоры из Лос-Анджелеса, а хореографию придумала сама Гала.
После выпуска видео было размещено на главной странице Dailymotion, Yahoo France, The Huffington Post, The Mediateseur и Vogue.

### 2013
В 2013 году Гала сняла клип на песню «Taste Of Me» в постановке Бенуа Суона, художественного руководителя нью-йоркской авангардной танцевальной компании Cedar Lake, и французского режиссера из Нью-Йорка Александра Мура («Беглец» Канье Уэста).
В этом году различные новые песни Галы, такие как «Lose Yourself in Me», «Taste of Me» и «Love Impossible», были представлены в популярных телешоу MTV Best Ink, Real World Ex-Plosion.

### 2014
Гала выступила на зимних Олимпийских играх 2014 года на Медал-Плаза в Сочи. Трансляция в прямом эфире велась на крупнейшем музыкальном канале России «Европа Плюс ТВ». Гала исполнила часовой сет и дебютировала со своим новым синглом «The Beautiful». Несмотря на разногласия вокруг Олимпийских игр, Гала открыла свое выступление своим хитом 90-х «Let A Boy Cry» в поддержку геев.

### 2015
Гала выступила с эпизодической ролью на концерте Юссу Н'Дур для Dakar Ne Dort Pas в Дакаре (Сенегал), в первый день Нового года. Мероприятие транслировалось Tele Future Media. Она выпустила альбом «Singles V1», состоящий из ее синглов 2012–2015 годов, а также трех ранее неизданных песен.

## Дискография

### Альбомы
- L’album
- Come into My Life
- Gala Remixes
- Coming into a decade (10th Anniversary) (Digital Download Only)
- Tought Love

### Синглы
- «Everyone Has Inside» (1995) #1 Италия, #1 Израиль, #3 Греция, #24 Франция
- «Freed from Desire» (1996) #2 Великобритания, #1 Франция, #1 Бельгия, #1 Италия, #1 Греция, #1 Израиль, #1 Нидерланды, #1 Испания, #1 Бразилия
- «Let a Boy Cry» (1997) #11 Великобритания, #1 Франция, #1 Нидерланды, #2 Израиль, #7 Греция, #1 Испания, #1 Бельгия, #1 Бразилия, #1 Италия
- «Come into My Life» (1998) #1 Италия, #38 Великобритания, #1 Бразилия, #6 Бельгия, #10 Франция, #1 Испания
- «Suddenly» (1998) #1 Испания, #4 Италия, #56 Франция #85 Нидерланды
- «Everyone Has Inside» (Eiffel 65 remix)
- «Faraway» (2005) #5 Греция, #71 Франция
- «Freed From Desire» (2008) Backside Artists-Ministry of Sound (Германия)
- «One Sing Of Far-A-Way» (2010) G.I.A.D. Records (Россия)
- «Lose Yourself In Me» (2012), Matriarchy Records (New York)
- «Taste of Me» (2013), Matriarchy Records (New York)
- «The Beautiful» (2014), Matriarchy Records (New York)
- «Rock Your World» (2015), Matriarchy Records (New York)
- «Love Impossible» (2015), Matriarchy Records (New York)
- «Start It Over» (2015), Matriarchy Records (New York)